# Hannah Arendt
|  | Aquest article tracta sobre la filòsofa i politòloga alemanya d'origen jueu. Si cerqueu la pel·lícula biogràfica, vegeu «Hannah Arendt (pel·lícula)». |

Hannah Arendt (Linden, Hannover, 14 d'octubre de 1906 - Nova York, 4 de desembre de 1975) fou una politòloga alemanya d'origen jueu. Va ser una pensadora que va escriure sobre activitat política, el totalitarisme i la modernitat.
La seva biografia personal i la trajectòria professional queden alterades pel nacionalsocialisme i l'Holocaust. Passà del distanciament religiós a la constant reivindicació de la seva condició d'individu femení i jueu. Sovint ha estat descrita com a filòsofa, encara que ella sempre va rebutjar aquesta categoria, considerant-se ella mateixa com una teòrica de la política.
Entre les obres que va escriure destaquen Els orígens del totalitarisme, en què reflexiona sobre el concepte de totalitarisme (nazisme, estalinisme…), amalgama que contribuí a la propaganda anticomunista durant la Guerra Freda; i Eichmann a Jerusalem, a partir del judici d'Adolf Eichmann a Jerusalem, obra que va ser polèmica, ja que hi ha qui considerava que banalitzava el nazisme i sobredimensionava la col·laboració dels consells jueus amb els nazis durant l'Holocaust.

## Biografia
Des de xiqueta va adoptar el comportament de mostrar rebuig cap a l'antisemitisme a causa de l'alliçonament de sa mare. Així quan un professor feia algun comentari antisemita, ella se n'anava i no tornava al col·legi aquell dia i sa mare enviava una carta de protesta.
Durant l'ascens del nazisme es trobà disgustada perquè uns quants filòsofs construïren teories interessants i sofisticades que defensaven Adolf Hitler. De les seues experiències al respecte va traure la conclusió que ser intel·lectual o professor universitari no implicava necessàriament que foren persones que posaren en pràctica el pensament crític, i a més que l'activitat de pensar críticament es trobava distribuïda per tota la societat.
I en devia estar prou segura, perquè, tot i ser jueva, havia estat amant del filòsof nazi Martin Heidegger i s'hi mantingué en relació estreta tota la vida. Per exemple, la crítica arendtiana de la modernitat i la societat de masses, per «deshumanitzadores», beu de tesis específicament heideggerianes (típicament völkisch, d'altra banda).
Extracte de la seva biografia:
- 1906 – Hannah Arendt neix el 14 d'octubre a Linden (integrat actualment a Hannover), Alemanya, filla única de pares jueus d'origen rus. Òrfena de pare als set anys, no va tenir una infància massa feliç.
- 1924-28 – Formada a Königsberg (la ciutat de Kant), estudia filosofia i teologia a la Universitat de Marburg sota la direcció de Martin Heidegger, amb qui manté un breu romanç.
- 1929 – Es trasllada a Heidelberg i publica la seva tesi —dirigida per Karl Jaspers— El concepte de l'amor en sant Agustí. Es casa amb Günther Anders i s'instal·la a Frankfurt.
- 1933-1935 – És inhabilitada per a l'ensenyament en universitats alemanyes, per ser jueva. Coneix l'obra de Rahel Varnhagen, a la qual dedica l'obra Rahel Varnhagen. La vida d'una jueva alemanya, que publica a finals dels 50. Lluita contra el nazisme i a la tardor del 1933 escapa a París, on treballa rescatant nens jueus per a enviar-los a Palestina.
- 1935-1940 – Fa el seu primer viatge a Palestina. Treballa en la Lliga Internacional Contra l'Antisemitisme, i a partir de 1938 en l'Agència Jueva de París. Es divorcia de Stern el 1937 i el 1940 es casa amb Heinrich Blücher, militant comunista. Coneix Sartre i Walter Benjamin.
- 1940-1941 – És deportada al camp de Gurs el 1940. Gràcies al seu espòs, aconsegueix un visat per viatjar als Estats Units.
- 1941-1945 – Comença a col·laborar amb el setmanari alemany Aufbau. El 1944 dirigeix els treballs de la Comissió per a la Reconstrucció de la Cultura Jueva Europea.
- 1949-1950 – Es converteix en directora de l'Organització per a la Reconstrucció de la Cultura Jueva.
- 1951-1953– Assoleix la ciutadania estatunidenca. Apareix Els orígens del totalitarisme. La seva tercera part es publica amb el títol El sistema totalitari, el 1972. La primera part el 1973, titulada Contra l'antisemitisme, i la segona, L'imperialisme, el 1982. Obté la nacionalitat estatunidenca.
- 1954-1960 – Es publica a Frankfurt Els orígens del totalitarisme. La condició humana, el 1958. El 1960 obté el Premi Lessing, d'Hamburg.
- 1961-1962 – Publica La crisi de la cultura i Entre el passat i el futur. A Tel-Aviv segueix per al New Yorker el procés contra Adolf Eichmann, el dirigent nazi que romania amagat a Buenos Aires i que va ser segrestat per Israel per jutjar-lo.
- 1963-1969 – Els seus articles sobre el procés d'Eichmann es reuneixen en el seu polèmic llibre Eichmann a Jerusalem. És acusada de deshonrar el judaisme, i hi respon posant-se com a víctima. El Nouvel Observateur reprodueix extractes de les reaccions el 1966 sota el títol «Hannah Arendt és nazi?». Els moviments estudiantils descobrixen i donen suport a De la mentida a la violència. Professora a Chicago. Pronuncia un discurs al funeral de Jaspers. Participa en el volum commemoratiu dels vuitanta anys de Heidegger, Mélanges.
- 1970-1975 – Apareix De la mentida a la violència i el 72, Crisi de la república. Mor a Nova York, el 4 de desembre de 1975, després d'un atac de cor. És enterrada al Bard College a Nova York, on el seu espòs va ensenyar durant molts anys.

## Pensament
Finalment Hannah Arendt va defensar la implicació política de totes les persones. I es mostrava en contra dels comportaments d'aïllament social, presents en alguns filòsofs.
No es considerà nacionalista ni socialista. I va exposar la seva concepció de l'amistat com un acte polític en el qual ella estava disposada a no sotmetre's a una veritat (malgrat que fos aquesta veritat de caràcter científic). L'amistat requereix el diàleg per a la comprensió, segons ella.
Ella creia i defensava que les persones amb pensament crític es troben en totes les capes socials sense que el fet de ser un professor universitari o un intel·lectual fora garantia de ser algú amb pensament crític.

## La «banalitat del mal»
Una de les seues teories sobre l'origen d'un tipus de maldat és la de la banalitat del mal. Aquesta teoria situa l'origen en la falta de reflexió, de practicar el pensament crític. Aquest tipus de mal contrasta amb el mal radical, defensat per Kant, perquè el mal teoritzat per Arendt és un mal extrem (anomenat mal banal), que es caracteritza per unes motivacions que no són racionalitzables perquè no hi ha motius malignes específics, sinó superficials en l'argumentació de l'agent maligne. La complicitat de persones ordinàries i l'existència d'aquest mal banal permet que es cometin atrocitats que d'altra manera no serien possibles, si només les impulsessin les persones que les volen dur a terme.

## Llegat

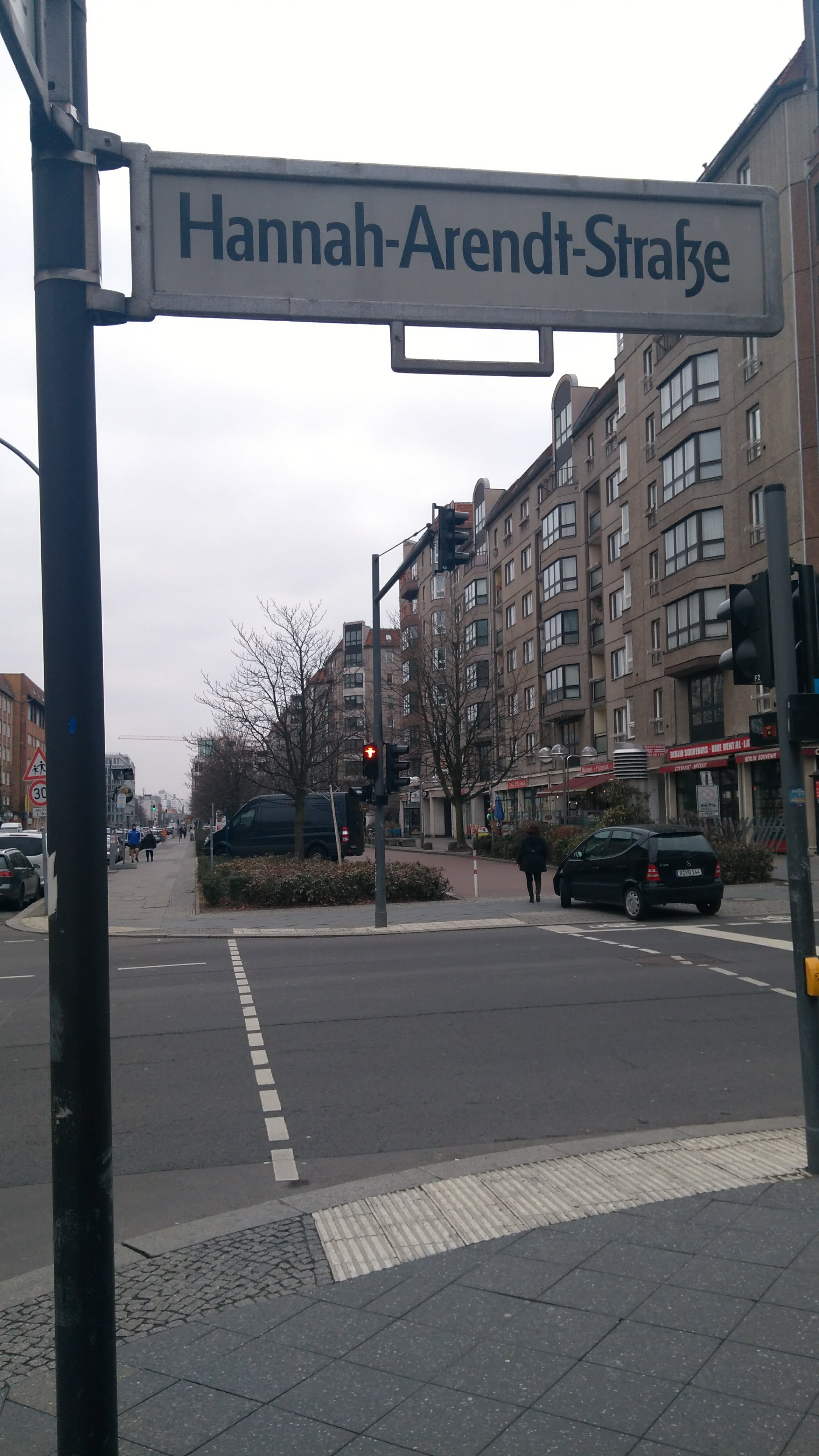
Hannah-Arendt-Straße a Berlín

Hannah Arendt és considerada una de les filòsofes polítiques més influents del segle xx. L'any 1998 Walter Laqueur afirmava que «cap filòsof i pensador polític del segle XX no té en l'actualitat un ressò tan ampli», com a filòsof, historiador, sociòleg i també periodista. El llegat d'Arendt ha estat descrit com un culte.  En una ressenya del 2016 d'un documental sobre Arendt, la periodista AO Scott descriu Hannah Arendt com «d'una gamma i un rigor inigualables» com a pensadora, tot i que és coneguda principalment per la sèrie d'articles coneguda com a Eichmann a Jerusalem que va escriure per a The New. Yorker, i en particular per l'única frase la banalitat del mal.
Va evitar la publicitat, sense esperar mai, com va explicar a Karl Jaspers el 1951, veure's com una noia de portada als quioscos.   A Alemanya, hi ha visites disponibles per llocs relacionats amb la seva vida.
L'estudi de la vida i l'obra de Hannah Arendt, i de la seva teoria política i filosòfica es descriu com a arendtià.  En el seu testament va establir el Hannah Arendt Bluecher Literary Trust com a custodi dels seus escrits i fotografies. La seva biblioteca personal va ser dipositada al Bard College de la Stevenson Library el 1976, i inclou aproximadament 4.000 llibres, efímers i fullets de l'últim apartament d'Arendt així com el seu escriptori (a McCarthy House). La universitat va començar a arxivar digitalment part de la col·lecció, que està disponible a The Hannah Arendt Collection. La majoria dels seus documents es van dipositar a la Biblioteca del Congrés i la seva correspondència amb els seus amics i mentors alemanys, com Heidegger, Blumenfeld i Jaspers, al Deutsches Literaturarchiv de Marbach. La Biblioteca del Congrés dels Estats Units va enumerar més de 50 llibres escrits sobre ella el 1998, i aquest nombre ha continuat creixent, així com el nombre d'articles acadèmics, estimat en 1000 en aquell moment.
La seva vida i obra són reconegudes per les institucions més estretament associades a la seva docència, per la creació dels Centres Hannah Arendt tant a Bard (Centre Hannah Arendt de Política i Humanitats)  com a The New School  ambdós a l'estat de Nova York. A Alemanya, les seves contribucions a la comprensió de l'autoritarisme són reconegudes pel Hannah-Arendt-Institut für Totalitarismusforschung (Institut Hannah Arendt per a la Recerca sobre el Totalitarisme) de Dresden. Hi ha associacions Hannah Arendt (Hannah Arendt Verein)  com la Hannah Arendt Verein für politisches Denken a Bremen que atorga el Hannah-Arendt-Preis für politisches Denken (Premi Hannah Arendt per al pensament polític) establert el 1995. A Oldenburg, el Centre Hannah Arendt de la Universitat Carl von Ossietzky es va establir el 1999, i té una gran col·lecció del seu treball (Hannah Arendt Archiv), i administra el portal d'Internet HannahArendt.net (A Journal for Political Thinking) així com una sèrie de monografies, la Hannah Arendt-Studien. A Itàlia, el Centre d'Estudis Polítics Hannah Arendt es troba a la Universitat de Verona per als estudis arendtians.
El 2017 es va llançar una revista, Arendt Studies, per publicar articles relacionats amb l'estudi de la vida, l'obra i el llegat de Hannah Arendt. Molts llocs associats amb ella, tenen records d'ella exposats, com el seu carnet d'estudiant a la Universitat de Heidelberg. L'any 2006, el centenari del seu naixement, es va commemorar el seu treball en conferències i celebracions arreu del món.
Dels molts retrats fotogràfics d'Arendt, el fet l'any 1944 per Fred Stein, l'obra del qual admirava molt, Arendt va escriure a Stein «És la meva honesta opinió que ets un dels millors fotògrafs de retrats de l'actualitat» que s'ha convertit en icònic, i s'ha descrit com més conegut que el propi fotògraf  que ha aparegut en un segell postal alemany. Entre les organitzacions que han reconegut les contribucions d'Arendt a la civilització i als drets humans, hi ha l'Agència de les Nacions Unides per als Refugiats (ACNUR) 

### Interès contemporani

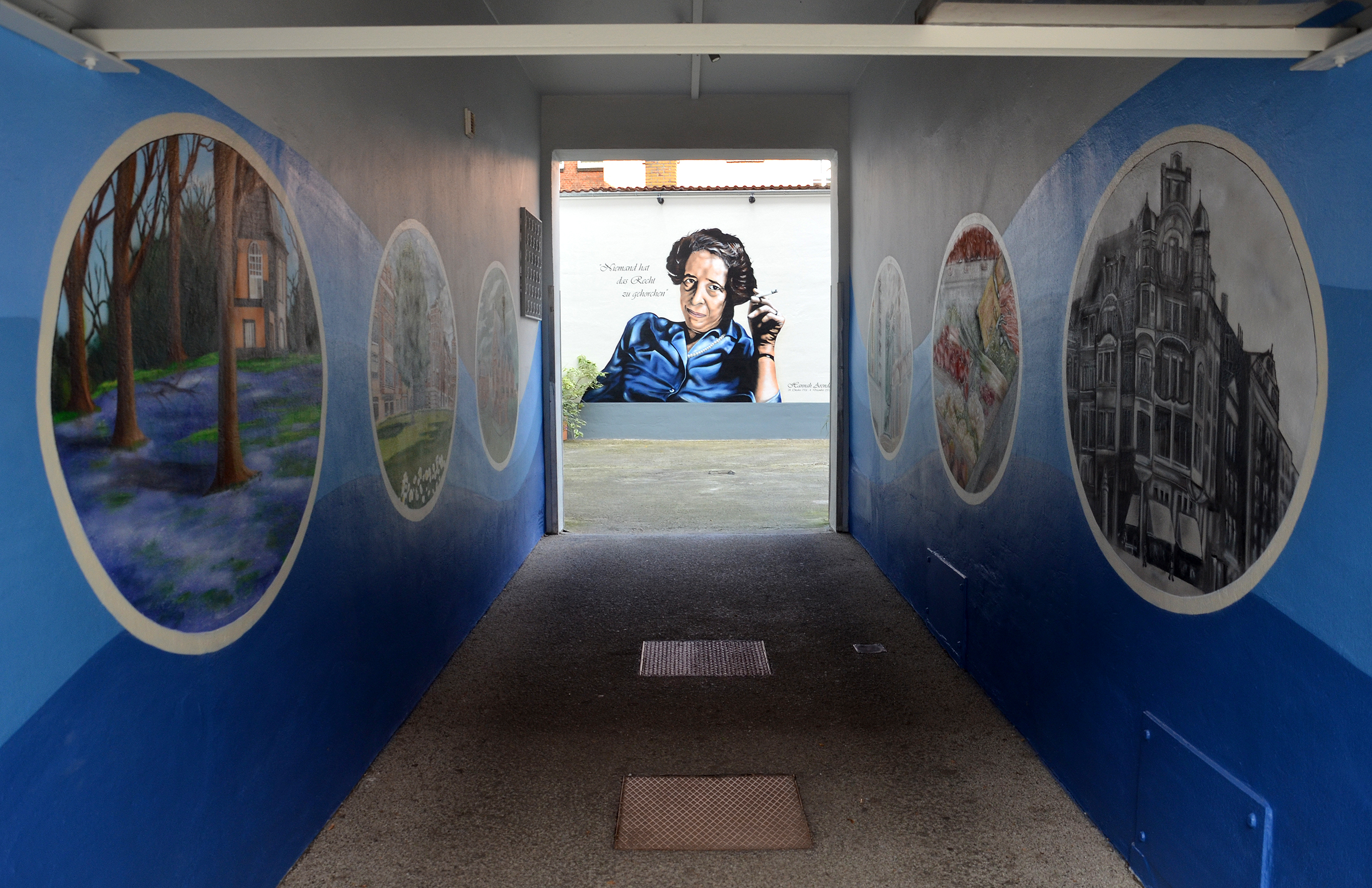
Pati de la casa d'Arendt a Linden-Mitte

L'auge del nativisme, com l'elecció de Donald Trump als Estats Units,   i les preocupacions pel que fa a un estil de govern cada cop més autoritari ha provocat un augment d'interès per Arendt i els seus escrits  incloent emissions de ràdio  i escriptors, com Jeremy Adelman  i Zoe Williams , per revisar les idees d'Arendt per buscar fins a quin punt ens informen la comprensió d'aquests moviments   que s'estan produint i descrits com a temps foscos. Al mateix temps, Amazon va informar que havia exhaurit les còpies de Els orígens del totalitarisme (1951). Michiko Kakutani ha abordat el que ella es refereix com la mort de la veritat. Al seu llibre del 2018, The Death of Truth: Notes on Falsehood in the Age of Trump, argumenta que l'auge del totalitarisme s'ha basat en la violació de la veritat. Comença el seu llibre amb una cita extensa de Els orígens del totalitarisme: 
| « | El subjecte ideal del domini totalitari no és el nazi convençut o el comunista convençut, sinó persones per a les quals la distinció entre fet i ficció (és a dir, la realitat de l'experiència) i la distinció entre veritable i fals (és a dir, els estàndards del pensament) no ja existeixen. | » |

Kakutani i altres creien que les paraules d'Arendt no només parlen d'esdeveniments d'un segle anterior, sinó que s'apliquen igualment al paisatge cultural contemporani  poblat de notícies falses i mentides. També es basa en l'assaig d'Arendt «Lying in Politics» de Crises in the Republic  assenyalant les línies:
| « | L'historiador sap com de vulnerable és tota la textura dels fets en què passem la nostra vida quotidiana; sempre corre el perill de ser perforat per mentides simples o destrossat per la mentida organitzada de grups, nacions o classes, o negat i distorsionat, sovint acuradament tapat per munts de falsedats o simplement deixat caure en l'oblit. Els fets necessiten testimonis per ser recordats i testimonis dignes d'establir-se per trobar un lloc d'habitatge segur en el domini dels afers humans | » |

Arendt va cridar l'atenció sobre el paper crític que juga la propaganda en les poblacions, observa Kakutani, citant el passatge:  
| « | En un món en constant canvi i incomprensible, les masses havien arribat al punt en què, alhora, creurien tot i res, pensaven que tot era possible i que res era veritat.... Els líders de masses totalitaris van basar la seva propaganda en el supòsit psicològic correcte que, en aquestes condicions, es podria fer creure un dia les declaracions més fantàstiques, i confiar que si l'endemà se'ls donava una prova irrefutable de la seva falsedat, es refugiarien en el cinisme; en comptes d'abandonar els líders que els havien mentit, protestarien perquè havien sabut durant tot el temps que la declaració era mentida i admirarien els líders per la seva intel·ligència tàctica superior | » |

Arendt va adoptar una perspectiva més àmplia de la història que el simple totalitarisme a principis del segle xx, afirmant que «la falsedat deliberada i la mentida directa s'han utilitzat com a mitjans legítims per aconseguir finalitats polítiques des del començament de la història registrada».  La rellevància contemporània també es reflecteix en l'ús creixent de la frase, que se li atribueix, Ningú no té dret a obeir per reflectir que les accions resulten d'eleccions i, per tant, d'un judici, i que no podem denegar la responsabilitat, per allò que tenim el poder d'actuar. A més, els centres establerts per promoure els estudis arendtians continuen buscant solucions a una àmplia gamma de problemes contemporanis en els seus escrits.
Els ensenyaments d'Arendt sobre l'obediència també s'han relacionat amb els controvertits experiments de psicologia de Stanley Milgram, que implicaven que la gent normal es pot induir fàcilment a cometre atrocitats.  El mateix Milgram va cridar l'atenció sobre això el 1974, afirmant que estava provant la teoria que Eichmann, com els altres, només seguiria ordres, però a diferència de Milgram, ella va argumentar que les accions impliquen responsabilitat. 
Les teories d'Arendt sobre les conseqüències polítiques de com tracten les nacions amb els refugiats han continuat sent rellevants i convincents. Arendt havia observat de primera mà el desplaçament de grans poblacions sense estat i sense drets, tractades no tant com a persones necessitades com a problemes a resoldre i, en molts casos, a resistir. Va escriure sobre això en el seu assaig de 1943 Nosaltres refugiats.  Un altre tema arendtià que troba ressò en la societat contemporània és la seva observació, inspirada en Rilke, de la desesperació de no ser escoltada, la inutilitat de la tragèdia que no troba cap oient que pugui aportar consol, seguretat i intervenció. Un exemple d'això és la violència armada a Amèrica i la inacció política resultant.
A la recerca de l'últim àgora, un documental il·lustrat del director libanès Rayyan Dabbous sobre l'obra de 1958 de Hannah Arendt The Human Condition, es va estrenar el 2018 per commemorar el 50è aniversari del llibre. Projectada al Bard College, la pel·lícula experimental es descriu com a trobar un «nou significat en les concepcions dels teòrics polítics de la política, la tecnologia i la societat dels anys 50», especialment en la seva predicció dels abusos de fenòmens desconeguts en l'època d'Arendt, incloses les xarxes socials, la globalització intensa., i la cultura obsessiva de celebritats.

### Commemoracions
La vida i l'obra de Hannah Arendt es continuen commemorant de moltes maneres diferents, incloses plaques (Gedenktafeln) que indiquen els llocs on ha viscut. Els llocs i institucions públiques porten el seu nom, incloses les escoles. També hi ha un dia de Hannah Arendt al seu lloc de naixement. Els objectes que porten el seu nom varien des d'asteroides fins a trens   i ha estat commemorada en segells. Museus i fundacions inclouen el seu nom.

## En la cultura popular
Diversos autors han escrit biografies que se centren en la relació entre Hannah Arendt i Martin Heidegger. L'any 1999, la filòsofa feminista francesa Catherine Clément va escriure una novel·la, Martin i Hannah , especulant sobre la relació triangular entre Heidegger i les dues dones de la seva vida, Arendt i la dona de Heidegger, Elfriede Petri. A més de les relacions, la novel·la és una exploració seriosa de les idees filosòfiques, que se centra en l'última trobada d'Arendt amb Heidegger a Friburg el 1975. L'escena es basa en la descripció d'Elisabeth Young-Bruehl a Hannah Arendt: For Love of the World (1982), però es remunta a la seva infància, i el paper de Heidegger en el foment de la relació entre les dues dones. La novel·la explora l'abraçada de Heidegger del nazisme com a substitut del d'Alemanya i, com en el tractament que Arendt fa d'Eichmann, la difícil relació entre la culpa col·lectiva i la responsabilitat personal. Clément també incorpora l'altre mentor i confident de Hannah, Karl Jaspers, a la matriu de relacions.
El 2012 es va estrenar la pel·lícula alemanya Hannah Arendt, dirigida per Margarethe von Trotta. La pel·lícula, amb Barbara Sukowa en el paper principal, va representar la controvèrsia sobre la cobertura d'Arendt del judici Eichmann a The New Yorker i el seu llibre posterior, Eichmann a Jerusalem: A Report on the Banality of Evil, en el qual va ser àmpliament mal entesa com a defensora. Eichmann i culpant els líders jueus de l'Holocaust.  El 2015, la cineasta Ada Ushpiz va produir un documental sobre Hannah Arendt, Vita Activa: The Spirit of Hannah Arendt. A la sèrie de televisió Transatlantic del 2023, Arendt és interpretat per Alexa Karolinski.

## Obra publicada en català
- La crisi de la cultura, traducció de Jaume Colomer i Àlvar Valls. Barcelona: Pòrtic, 1989, ISBN 8473063716
- Converses amb Hannah Arendt, traducció de Ramon Farrés. Palma: Lleonard Muntaner ed., 2006, ISBN 8496664139
- La condició humana, traducció d'Oriol Farrés. Barcelona: Empúries, 2009, ISBN 9788497873970; 2014, ISBN 9788499309033
- Sobre la violència, traducció d'Àngela Lorena Fuster i Gerard Rosich. Barcelona: Institut Català Internacional per la Pau / Angle, 2011, ISBN 9788415002741
- Poemes, traducció de Lola Andrés i Anacleto Ferrer. La Pobla de Farnals: Edicions del Buc, 2018, ISBN 9788494694554